# Панасюк, Сергей Александрович
Серге́й Алекса́ндрович Панасю́к (укр. Сергі́й Олекса́ндрович Панасю́к; 25 ноября 1981, Черновцы, УССР, СССР — 4 апреля, 2015, Киев, Украина) — украинский спортивный журналист и телекомментатор.

## Биография
Сергей Панасюк родился в Черновцах. Учился в Национальном университете Украины «Киево-Могилянская академия». Карьеру футбольного комментатора начал в конце 2002 года, приняв участие в конкурсе комментаторов на телеканале СТБ, по итогам которого его вместе с Александром Михайлюком и Владиславом Плахотнюком пригласили работать на канале. Дебютный матч — поединок итальянской Серии A между «Перуджой» и «Миланом» в 2003 году. На телеканале СТБ работал с 2002 по 2007 год.
С 2006 года был спортивным обозревателем «Газеты по-киевски», кроме футбольной тематики освещал ещё и женский теннис. С 2007 года работал на «Первом национальном». Осенью 2008 года Сергей Панасюк присоединился к коллективу ТРК «Украина», работал комментатором на каналах «Футбол 1» и «Футбол 2». Специализировался на итальянском и украинском футболе. Комментировал матчи Евро-2012, Лиги Чемпионов, Лиги Европы, отборочные матчи сборных, поединки национальных чемпионатов. В 2010 году Сергей Панасюк был среди номинантов премии «Телетриумф» на звание наилучшего спортивного комментатора.
Умер 4 апреля 2015 года во время игры в футбол в зале спорткомплекса Национального авиационного университета.

## Интересные факты
Сергей Панасюк отличался в быту своей флегматичностью. Однажды он чуть не опоздал на матч «Таврия» — «Динамо», приехав в Симферополь. Панасюк решил побывать на море до начала матча и прибежал в комментаторскую кабинку за две минуты до стартового свистка.